# Dahir Riyale Kahin

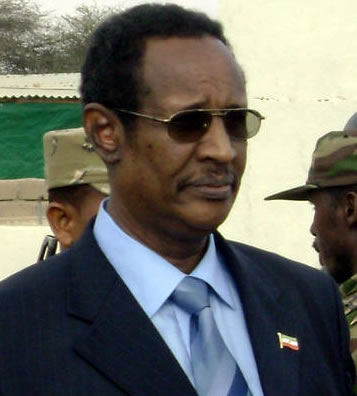
Dahir Riyale Kahin

Dahir Riyale Kahin, (somaliska: Daahir Rayaale Kaahin) född 12 mars 1952 i Quljeed i Brittiska Somaliland, var den tredje presidenten i den självutropade staten Somaliland. Han var president mellan 2002, då han efterträdde den avlidne Muhammad Ibrahim Egal, och 2010. Hans ställning befästes när han 2003 också blev vald i allmänna val, emellertid endast med 80 rösters övervikt. I den utropade republiken Somaliland, som 1991 bröt sig loss från övriga Somalia, företrädde han det ledande partiet UDUB.

## Valförlust 2010
I valet den 26 juni 2010 besegrades Kahin av oppositionsledaren Ahmed Mahamoud Silanyo. Kahin sade sig före valet vilja lämna ifrån sig presidentmakten på ett demokratiskt sätt om han förlorade, och den 27 juli 2010 svors oppositionsledaren Silanyo istället in som ny president.